# Zamach na Kiro Gligorowa
Zamach bombowy w Skopju – zamach, który miał miejsce 3 października 1995 roku w centrum Skopje. Celem ataku był pierwszy prezydent Macedonii – Kiro Gligorow. W wyniku wybuchu bomby zginęły 2 osoby, a 4 zostały ranne. Kiro Gligorow został poważnie ranny w głowę, a obowiązki prezydenta przejął przewodniczący parlamentu – Stojan Andow.

## Przebieg
3 października 1995 roku Kiro Gligorow jechał opancerzonym mercedesem do Pałacu Zgromadzenia. Gdy o 9:50 przejeżdżał niedaleko hotelu Bristol, w stojącym przy drodze Citroënie Ami eksplodował zdalnie zdetonowany 20-kilogramowy ładunek wybuchowy. Tuż przed wybuchem prezydencki samochód został zablokowany przez Zastavę 750. W wybuchu zginął kierowca Aleksandar Spirowski oraz przechodzień Hristo Hristomanow. Rannych zostało dwóch przechodniów, Klime Korobar i Jowan Atanasowski, ochroniarz prezydenta – Ilco Teowski oraz sam prezydent, który został trafiony odłamkami w głowę oraz stracił wzrok w prawym oku. Eksplozja uszkodziła także szyby w pobliskich budynkach.

## Skutki
W wyniku ataku Gligorow został ciężko ranny i nie mógł sprawować swojej funkcji. Operację usunięcia odłamków z głowy przeprowadził neurochirurg Jowica Ugrinowski w Centrum Klinicznym w Skopju. 4 października przewodniczący parlamentu, Stojan Andow, zgodnie z konstytucją przejął obowiązki prezydenta. 17 listopada Gligorow powrócił do sprawowanej wcześniej funkcji. W wyniku zamachu miał wiele blizn na twarzy oraz stracił wzrok w prawym oku.

## Śledztwo
Podczas dochodzenia mającego na celu schwytanie sprawców sprawdzono 30 850 samochodów, przeszukano 15 tys. budynków i 19 tys. osób, a 188 tys. osób zostało wylegitymowanych. Zamknięte zostały wszystkie przejścia graniczne Macedonii, a na wszystkich drogach wokół Skopje ustawiono punkty kontrolne. Początkowe doniesienia prasowe o rzekomym odnalezieniu zamachowców nie potwierdziły się. Po przesłuchaniu podejrzani zostali wypuszczeni z aresztu. Mimo śledztwa, nie udało się wykryć sprawców ataku. Lubomir Frczkoski, pełniący w tym czasie funkcję ministra spraw wewnętrznych, oskarżył o przeprowadzenie zamachu Iliję Pawłowa, bułgarskiego biznesmena związanego z mafią. Podejrzenia nie potwierdziły się i rok później Pawłow spotkał się z Gligorowem. Frczkoski sugerował później, że zamach mógł zostać zlecony przez macedońskie służby specjalne. Powoływał się na rzekomego świadka będącego byłym funkcjonariuszem policji, który 2 października 1995 roku zrobił zdjęcie Citroëna Ami wykorzystanego w zamachu dzień później. Prokurator Lupczo Swrgowski nie zgodził się na wznowienie śledztwa, argumentując, że zdjęcie zostało wykonane przez niemieckiego profesora przebywającego wówczas w Skopju. Nie potwierdzono także informacji mówiącej, że samochód został zakupiony w Serbii.
W listopadzie 2008 roku szef policji kryminalnej Republiki Serbskiej, Gojko Vasić, potwierdził, że zamachy na Kiro Gligorowa i Ivo Pukanića, chorwackiego dziennikarza zabitego 23 października 2008 roku w Zagrzebiu, przeprowadzono w podobny sposób. Według byłego przewodniczącego parlamentu, Stojana Andowa, zamach na Gligorowa mógł zlecić prezydent Serbii Slobodan Milošević. Powodem miało być podpisanie 13 września 1995 roku tymczasowego porozumienia między Macedonią a Grecją, co według Andowa osłabiało wpływy Federalnej Republiki Jugosławii w tym kraju. Dzień przed zamachem Gligorow spotkał się z Miloševiciem w Belgradzie.